# Крольчиха Крим
Крольчи́ха Крим (яп. クリーム・ザ・ラビット Кури:му дза Рабитто, англ. Cream the Rabbit) — персонаж из серий игр, аниме и комиксов Sonic the Hedgehog. Первое её появление было в игре Sonic Advance 2 для консоли Game Boy Advance.
Крим — девочка-крольчиха. Ей 6 лет, её рост — 70 сантиметров, вес — 12 килограммов. Имеет шерстку кремового цвета, из-за чего и получила своё имя (англ. Cream — сливки, крем). Крим редко можно увидеть без её лучшего друга — чао Чиза. Он, Крим и пчела Чарми — самые молодые персонажи вселенной Соника.

## Внешний вид
В повседневной жизни Крим всегда носит оранжевое платье с голубым галстуком и кеды жёлтого и оранжевого цвета.
Для купания Крим всегда надевает жёлтый слитный купальник с ярко-розовой юбочкой и пляжные шлёпанцы жёлтого и ярко-розового цвета.

## Характер
Крим — вежливая и дружелюбная, всегда выполняет свои обещания и старается хорошо относиться ко всем, кого встретит. Она достаточно смелая, но немного наивная, в силу своего возраста. Она любит играть с друзьями и собирать цветы, обожает приключения и исследования. Ей очень нравится мороженое. Можно сказать, что она беззаботна.
Ненавидит любые формы насилия и вообще всё грубое и жестокое. Испытывает большую неприязнь к Эггману, но по наставлению её матери, Ваниллы, она проявляет воспитанность даже к нему. В игре Sonic Heroes она называла его «мистер Доктор Эггман» (яп. ドクターエッグマンさん Докута: Эггуман сан), даже Соника она называла «мистером Соником» (яп. ソニックさん Соникку сан). Очень добра к Тейлзу и, возможно, испытывает к нему симпатию.

## Способности
Подобно одному из своих друзей, Тейлзу, Крим умеет летать, используя свои большие уши как крылья. Как и большинство персонажей серии, она способна к Spin Dash (разгону на месте). В сражениях с врагами ей очень помогает её друг чао Чиз.

## Роль в играх
Первую заметную роль Крим играет в Sonic Advance 2, где она становится доступной после освобождения Соником из машины Доктора Эггмана. Она возвращается в Sonic Heroes как член команды Роуз вместе с Эми Роуз и котом Бигом. Она присоединяется после того, как пропал брат Чиза, Чокола, а также, чтобы помочь Сонику остановить Метал Соника. В Sonic Free Riders Крим вновь появляется как член команды Роуз, только вместо кота Бига был крокодил Вектор. В Sonic Battle она является играбельным персонажем. Она знакомится с роботом Эмерлом и учит дружить. Похожая ситуация была и в Sonic Advance 3, где Крим дружит с восстановленным роботом Гемерлом.
В игре Sonic Rush появляется в нескольких кат-сценах, где она знакомится с кошкой Блейз.
На пикнике Крим вместе со всеми персонажами присутствует в Sonic Generations в версиях для PC, PlayStation 3 и Xbox 360.
Крим в качестве открываемого персонажа присутствует в Sonic Riders, Sonic Riders: Zero Gravity и Sonic Chronicles: The Dark Brotherhood.
В качестве камео Крим присутствует в Sonic Adventure DX: Director’s Cut, Mario & Sonic at the Olympic Games, Mario & Sonic at the Olympic Winter Games и Mario & Sonic at the London 2012 Olympic Games.
Крим появлялась в таких играх, как Shadow the Hedgehog, в DS-версии Sonic Colors и Super Smash Bros. Brawl.

## Роль вSonic X
В Sonic X Крим появляется как друг Соника и Эми с планеты Мобиус. Они с мамой жили в небольшом домике до Хаос Контроля. После перемещения на Землю Крим попала в тайную организацию для исследований. Спасена Соником. Выступала, как и многие персонажи в доме Криса, «куклой». После того, как родители Криса узнали о Сонике и других персонажах, Крим стала хорошей помощницей домработницы Эллы.

## Роль в комиксах
Крим в серии комиксов Sonic the Hedgehog от компании «Archie Comics» впервые появилась в № 217, где говорится, что раньше вместе с мамой Ваниллой они жили в особняке рядом с Садом Чао, пока Эми не разрушила его случайно, спасая Чао, из-за чего они переместились в Новый Моботрополис. Затем, совместно с Эми Роуз, Крим помогала кошке Блейз находить Сол Изумруды. Во время атаки Титан Метал Соника Крим спасала Банни Д’Кулетт (изначально Банни Рэббот, вышедшая замуж за Антуана Д’Кулетта) и нашла Тейлза Долла, который устроил саботаж во время ещё одной атаки на город. Но Крим и её друзья из Команды Свободы дали отпор Яйцу Смерти, Метал Сонику, Метал Тейлзу и Метал Эми.
Во время первой атаки Яйца Смерти, когда Доктор Эггман перезагрузил реальность, Крим была кузиной Банни. Но, когда реальность была восстановлена, их связь была стёрта.
Также Крим регулярно появлялась в комиксах Sonic X.

## Культурное влияние
После введения персонажа в игру Sonic Advance 2 реакция критиков на Крим была различной. Так, GameSpy назвал её «банальным персонажем» и поместил в минусы игры. Многие критики нашли способ атаки Крим, подбрасыванием врагов Чиза, очень действенным при борьбе с боссами, хотя Eurogamer подметил, что это делает игру слишком лёгкой. GameZone отметил её способность летать, смешно хлопая ушами. Nintendo World Report посчитал, что введение Крим и Чиза, созданных для начинающих игроков, облегчило прохождение трудной Sonic Advance 2. Game Informer отметил, что в игре Sonic Chronicles: The Dark Brotherhood Крим является одним из наиболее полезных членов партии.
Крим и Чиз также удостаивались создания и продажи по ним плюшевых игрушек, в том числе из серии, созданной по мультсериалу Sonic X. В 2004 году McDonald’s и Sega выпустила серию игр, продаваемых вместе с Happy Meal. Крим была посвящена игра Cream Flower Catch. Кроме того, Крим, вместе с Соником, появлялась в рекламе McDonald’s.